# Blohm & Voss Ha 140
Il Blohm & Voss Ha 140 era un idroaerosilurante bimotore a scarponi realizzato dall'azienda tedesca Hamburger Flugzeugbau GmbH (in seguito Blohm & Voss) negli anni trenta e rimasto allo stadio di prototipo.
Derivato dal precedente Ha 139 venne proposto anche nel ruolo di idroricognitore a lungo raggio.

## Storia del progetto
Nel 1935 il Reichsluftfahrtministerium (RLM) emise una specifica per un idrovolante multiruolo per la sostituzione dell'idroricognitore ed idrosilurante Heinkel He 59 in forza alla Luftwaffe e Kriegsmarine. Tra le richieste del nuovo progetto era fatto obbligo della fornitura di 3 esemplari per la valutazione, del mantenimento della configurazione a scarponi e dell'utilizzo come impianto motore di una coppia di radiali BMW 132. Alla richiesta parteciparono la stessa Ernst Heinkel Flugzeugwerke AG con il loro He 115 e l'Hamburger Flugzeugbau GmbH che propose il proprio Ha 140, uno sviluppo del Ha 139 la cui produzione era iniziata l'anno prima.
Lo sviluppo venne affidato al capoprogettista Richard Vogt il quale, oltre a riutilizzare la tecnologia per la struttura alare basata so un unico tubo di grande diametro usato anche come serbatoio del combustibile, realizzò un'ala ideata per avere un'incidenza variabile. Tramite un dispositivo elettromeccanico l'ala poteva ruotare attorno al suo asse principale. Questo favoriva le manovre di ammaraggio in caso di condizioni sfavorevoli, consentendo anche una migliore visibilità al pilota, e nel contempo minimizzava la quantità d'acqua salmastra che i motori potevano ricevere e quindi diminuiva la possibilità di inconvenienti meccanici.
Il primo prototipo, che assunse la designazione ufficiale RLM Ha 140 V1 al quale venne assegnato la matricola civile D-AUTO, venne portato in volo per la prima volta nel corso del 1937, seguito a breve dai V2 e V3 (D-AMME).
Dopo le prove comparative con l'avversario He 115, la commissione esaminatrice giudicò migliore la proposta della Heinkel, la quale si aggiudicò la fornitura, per cui lo sviluppo dell'Ha 140 venne abbandonato. Tuttavia l'interessante soluzione dell'ala venne riutilizzata in seguito da Vogt per il progetto dell'aereo di linea terrestre BV 144 rimasto anche in quel caso allo stadio di prototipo a causa della situazione bellica sfavorevole alla Germania nelle fasi finali della seconda guerra mondiale.